# Syntermitoxenia rybalovi
Syntermitoxenia rybalovi är en tvåvingeart som beskrevs av Ronald Henry Lambert Disney 1995. Syntermitoxenia rybalovi ingår i släktet Syntermitoxenia och familjen puckelflugor.
Artens utbredningsområde är Etiopien. Inga underarter finns listade i Catalogue of Life.